# Долни Пјал
Долни Пјал (слч. Dolný Pial) насељено је мјесто са административним статусом сеоске општине (слч. obec) у округу Љевице, у Њитранском крају, Словачка Република.

## Становништво
| Година:    | 1994. | 2004.   | 2014.   | 2024.   |
| ---------- | ----- | ------- | ------- | ------- |
| Број људи: | 977   | 989     | 951     | 923     |
| Разлика:   |       | +1,22 % | -3,84 % | -2,94 % |

| Година:    | 2023. | 2024.   |
| ---------- | ----- | ------- |
| Број људи: | 896   | 923     |
| Разлика:   |       | +3,01 % |

Према подацима о броју становника из 2024. године насеље је имало 923 становника.